# J.Lo by Jennifer Lopez
JLO by Jennifer Lopez là một nhãn hiệu thời trang được lấy cảm hứng từ cuộc sống của ca sĩ người Mỹ Jennifer Lopez. Nhãn hàng gồm nhiều thể loại quần áo cho những phụ nữ già và trẻ, bao gồm đồ bơi, nước hoa, mắt kính, nữ trang, nón, găng tay, khăn quàng cổ, áo khoác, túi xách, đồ lót, đồng hồ và đồ thể thao. Ngoài ra, bộ sưu tập Sweetface và JustSweet đồng thời là nhãn hiệu thời trang được sở hữu do Lopez và được đăng ký bản quyền bởi hãng Warnaco Group. Tập đoàn này còn hợp tác với anh trai của Tommy Hilfiger - Andy Hilfiger vào tháng Mười một2003.
Ngoài nước Mĩ, Jennifer còn mở rộng cửa hàng của mình ra khắp 40 quốc gia trên toàn thế giới.

## Thương hiệu riêng
Vào năm 2007, hãng đã tuyên bố sẽ bỏ từ khóa J.Lo by Jennifer Lopez và bắt đầu bán dòng sản phẩm mới tại Mĩ mang tên "JustSweet". J.Lo by Jennifer Lopez vẫn sẽ tiếp tục sản xuất tại các nước khác tại Mĩ. Theo trang web của J.Lo by Jennifer Lopez, hãng thời trang sẽ tiếp sản xuất dòng thời trang Thu tại Mĩ năm 2008.

## Kết hợp cùngKohl's
Jennifer Lopez và chồng Marc Anthony đã đăng ký một bản hợp đồng với Kohl's. Dòng sản phẩm này gồm quần áo, giày, trang sức và một bộ sưu tập ở nhà. Lopez sẽ mở dòng thời trang cho phụ nữ còn Anthony sẽ thiết kế cho đàn ông. Bộ sưu tập này sẽ bắt đầu bán ở Kohl's vào Thu 2011.

## Tranh cãi
Lopez đã dùng lông thú cho bộ sưu tập của mình và đã vi phạm quyền bảo vệ động vật. Tại buổi ra mắt bộ phim Monster-in-Law, hơn 100 người biểu tình từ PETA phát động trong diễn biến của buổi lễ. Lopez đã nói với DJ của đài phát thanh rằng cô đã học được bài học từ vụ việc này. Sau đó, bộ sưu tập của cô chỉ dùng lông thú giả mà thôi.